# بوم‌شناسی: مطالعه تجربی توزیع و فراوانی
بوم‌شناسی: مطالعه تجربی توزیع و فراوانی کتابی از چارلز جی. کربز با ترجمهٔ سید عبدالحسین وهاب‌زاده مرتضوی است که در سال ۱۳۸۸ منتشر و در مراسم کتاب سال جمهوری اسلامی ایران به‌عنوان کتاب برگزیده معرفی شد.